# Maserati 6C
Maserati 6C är en serie tävlingsbilar, tillverkade av den italienska biltillverkaren Maserati mellan 1934 och 1946.

## Bakgrund
Modellnamnet 6C användes av Maserati på några sinsemellan mycket olika bilar.

## Utveckling

### 6C/34
Till säsongen 1934 införde Internationella Bilsportförbundet en ny formel för Grand Prix racing som maximerade vikten till 750 kg. Eftersom ingenting begränsade slagvolymen tog Maserati fram en ny, större motor och placerade den i ett 8CM-chassi. Den nya motorn tog man snabbt fram genom att lägga till två cylindrar till den fyrcylindriga 4CM-2500-motorn.
6C/34 debuterade vid Italiens Grand Prix 1934. Det visade sig snart att den inte kunde konkurrera med de tyska Silverpilarna och året därpå ersattes bilen av den större V8RI.

### 6CM
Maserati hade haft stora framgångar i den mindre voiturette-klassen med 4CM-modellen, men i mitten av trettiotalet började konkurrenterna komma ifatt. Ettore Maserati konstruerade en ny 1,5-litersbil med sexcylindrig motor.
6CM introducerades vid Monacos Grand Prix 1936. Chassit hade många likheter med den stora V8RI-modellen. Bilen var mycket framgångsrik men ersattes i slutet av trettiotalet av den avancerade 4CL.

### 6CS
Maseratis första försök att komma tillbaka efter andra världskriget blev sportvagnen 6CS. Motorn hämtades från förkrigsmodellen 6CM, men berövades Roots-kompressorn. Bilen debuterade i september 1946, men ersattes snart av A6GCS.

## Tekniska data
| Tipo 6C                 | 6C/34                                            | 6CM                                              | 6CS                                              |
| ----------------------- | ------------------------------------------------ | ------------------------------------------------ | ------------------------------------------------ |
| Motor:                  | Frontmonterad 6-cylindrig radmotor               | Frontmonterad 6-cylindrig radmotor               | Frontmonterad 6-cylindrig radmotor               |
| Cylindervolym:          | 3724 cm³                                         | 1493 cm³                                         | 1493 cm³                                         |
| Borrning x slaglängd:   | 84 x 112 mm                                      | 65 x 75 mm                                       | 65 x 75 mm                                       |
| Max effekt vid varvtal: | 270 hk vid 5 300 v/min                           | 175 hk vid 6 600 v/min                           | 100 hk                                           |
| Ventilstyrning:         | 2 överliggande kamaxlar, 2 ventiler per cylinder | 2 överliggande kamaxlar, 2 ventiler per cylinder | 2 överliggande kamaxlar, 2 ventiler per cylinder |
| Kompression:            | 6,4:1                                            | 6,0:1                                            | 7,8:1                                            |
| Förgasare:              | Enkel Weber 55ASI                                | Enkel Weber 55ASI                                | 3 Weber 35DCO                                    |
| Överladdning:           | Roots-kompressor                                 | Roots-kompressor                                 | -                                                |
| Växellåda:              | 4-växlad manuell                                 | 4-växlad manuell                                 | 4-växlad manuell                                 |
| Hjulupphängning fram:   | Stel framaxel, längsgående bladfjädrar           | Dubbla tvärlänkar, torsionsfjädrar               | Dubbla tvärlänkar, skruvfjädrar                  |
| Hjulupphängning bak:    | Stel bakaxel, bladfjädrar                        | Stel bakaxel, bladfjädrar                        | Stel bakaxel, bladfjädrar                        |
| Bromsar:                | Hydrauliska trumbromsar                          | Hydrauliska trumbromsar                          | Hydrauliska trumbromsar                          |
| Chassi & kaross:        | Lådbalksram med aluminiumkaross                  | Lådbalksram med aluminiumkaross                  | Lådbalksram med aluminiumkaross                  |
| Hjulbas:                | 265 cm                                           | 249 cm                                           | 249 cm                                           |
| Torrvikt:               | 750 kg                                           | 650 kg                                           | 750 kg                                           |
| Toppfart:               | 250 km/h                                         | 230 km/h                                         |                                                  |

## Tävlingsresultat
Tazio Nuvolari lyckades vinna två lopp i Italien med 6C/34 under säsongen 1934: Neapels Grand Prix och Modenas Grand Prix.
6CM tog sin första seger i Eifelrennen 1936. Bilen var fortsatt framgångsrik, med bland annat tre raka vinster i Targa Florio åren 1937 till 1939.

## Tillverkning
| Modell | Antal |
| ------ | ----- |
| 6C     | 6     |
| 6CM    | 27    |
| 6CS    | 2     |